# اوگاو آم نویسیدلر سی
اوگاو آم نویسیدلر سی (به آلمانی: Oggau am Neusiedler See) یک شهر بازاری و شهرستان اتریش در اتریش است که در Eisenstadt-Umgebung District واقع شده‌است.

## خصوصیات
اوگاو آم نویسیدلر سی ۱٬۸۱۱ نفر جمعیت دارد.